# Jaskinia Mała na Wrzosach
Jaskinia Mała na Wrzosach lub Schronisko Małe na Wrzosach – jaskinia w dolinie Wrzosy na Wyżynie Olkuskiej będącej częścią Wyżyny Krakowsko-Częstochowskiej. Należy do wsi Rybna, w województwie małopolskim, w powiecie krakowskim, w gminie Czernichów.

## Opis obiektu
Jaskinia znajduje się w należącym do Rybnej przysiółku Wrzosy, wysoko nad lewym brzegiem potoku Rudno, w północnej części grupy skał. Ma wysoki otwór, za którym ciągnie się krótki korytarzyk o skalistym, pochyłym dnie przechodzącym w niewysoki próg. Można w nim zaobserwować ślady rynny, świadczące o tym, że kiedyś przez jaskinię płynęła woda. Na wysokości 1,8 m od głównego korytarza odchodzi poziomy, ślepy korytarzyk z odgałęzieniem kończącym się w rumowisku. 
Jaskinia powstała w wapieniach z okresu jury późnej. Na jej ścianach i stropie brak nacieków, namulisko ubogie, składające się z gliny zmieszanej z próchnicą. Jest sucha. W początkowych partiach jest oświetlona rozproszonym światłem słonecznym, w głębi jest ciemna. W lepiej oświetlonych partiach przy otworze na ścianach rozwijają się glony i porosty i niewielki okaz bluszczu pospolitego Hedera helix. Na pobliskich skałach rośnie zwarty kobierzec kwitnących okazów tego bluszczu.

## Historia poznania i dokumentacji
Jaskinia miejscowej ludności zapewne znana była od dawna, w literaturze nie była wzmiankowana. Po raz pierwszy jej dokumentację opracowali Janusz Baryła i Mariusz Szelerewicz w marcu 1999 roku. Plan jaskini sporządził M. Szelerewicz.

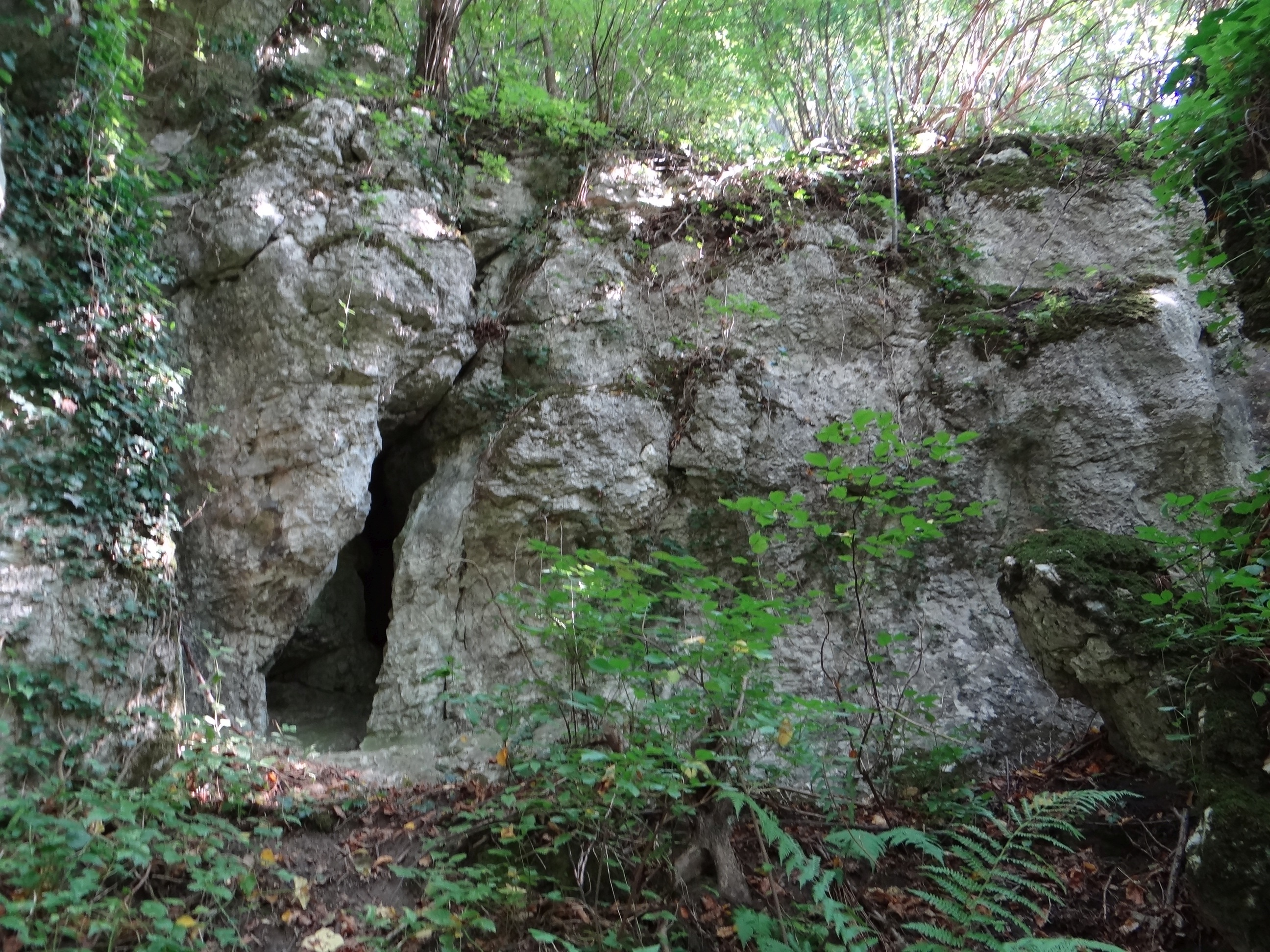
Otwór jaskini
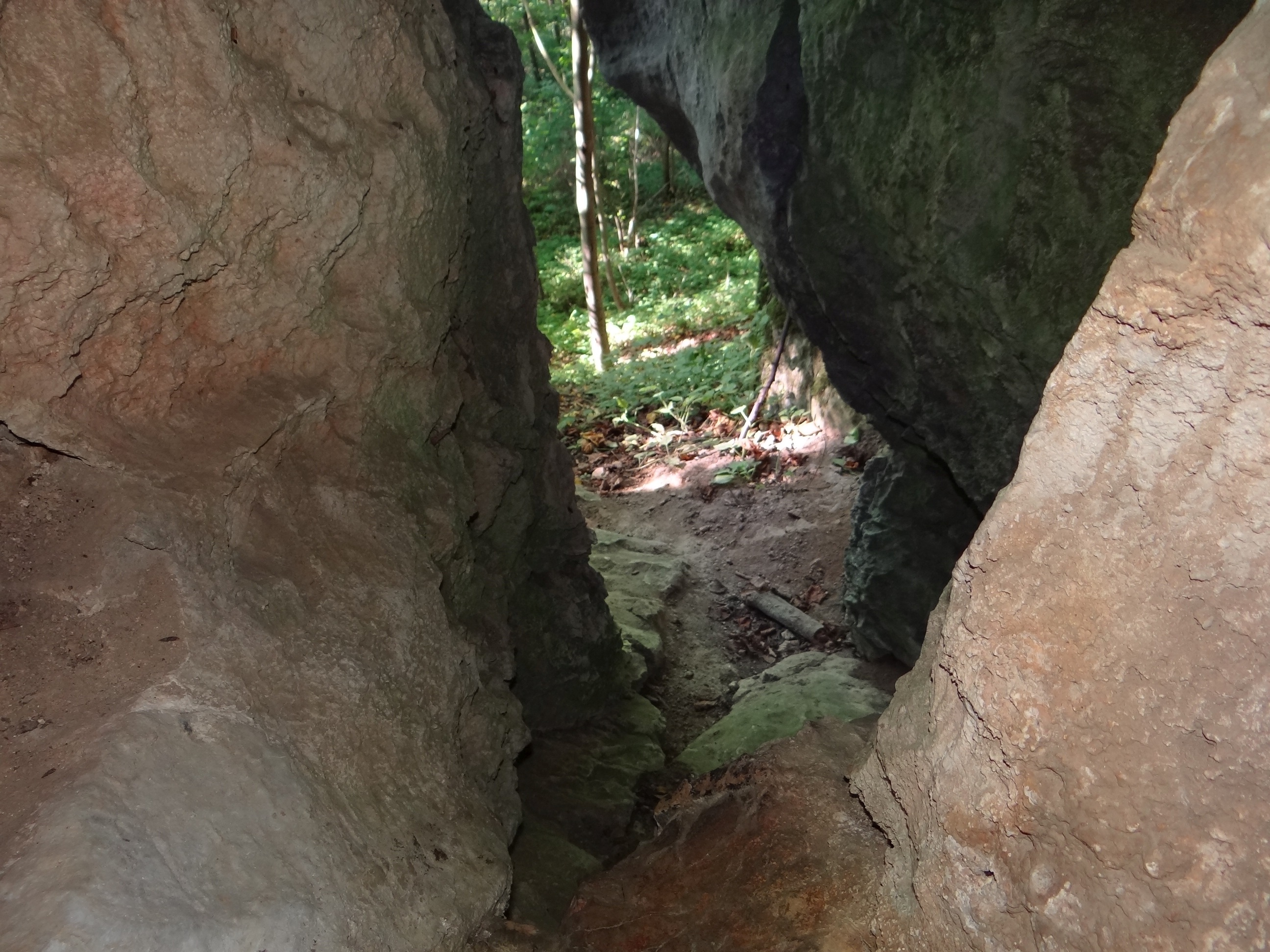
Korytarz
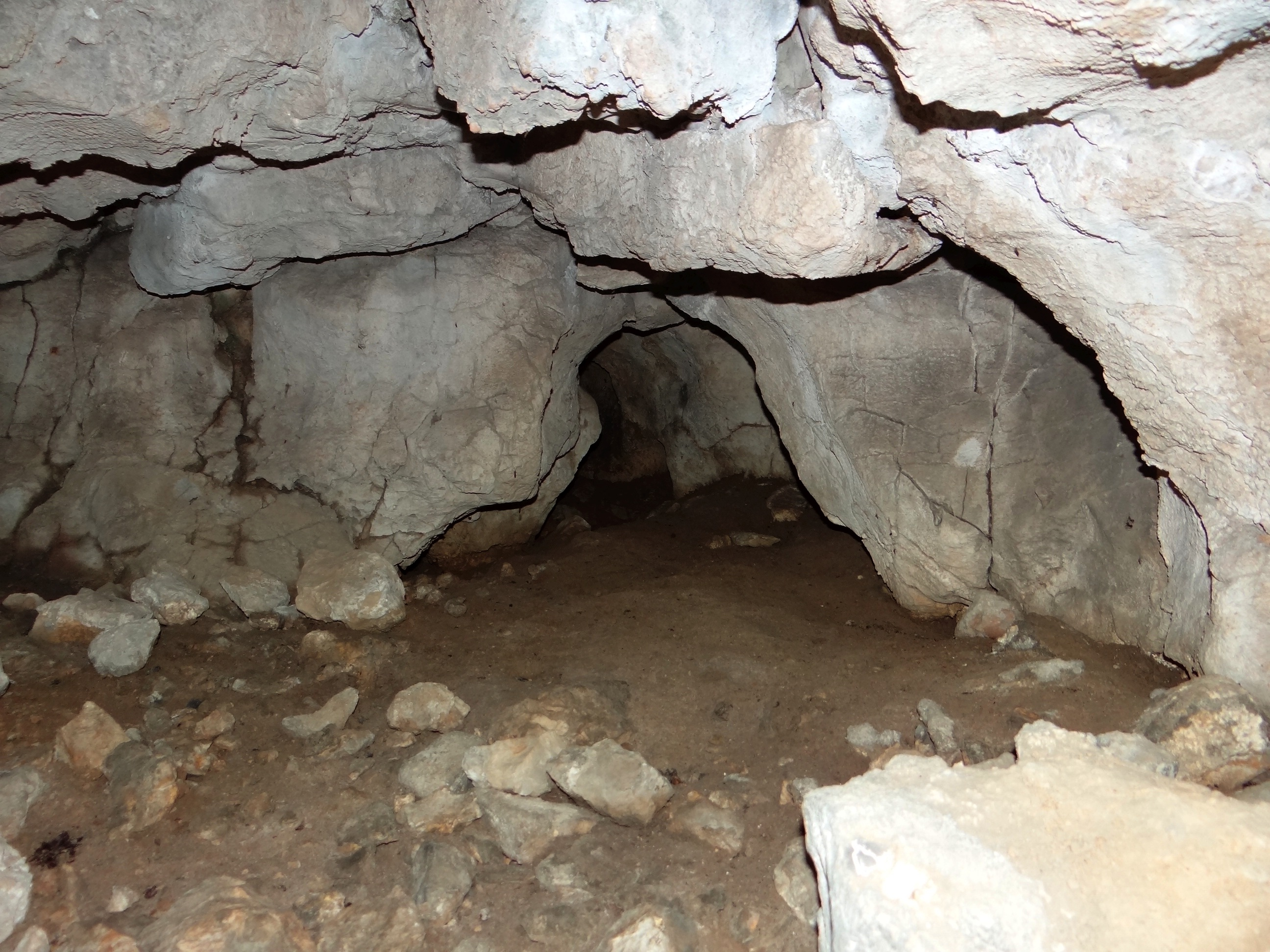
Wnętrze jaskini